# Eduard Hoppe (Landschaftsarchitekt)
Eduard Hoppe (* 28. Januar 1846 in Berlin; † 15. April 1904) war ein deutscher Landschaftsarchitekt und Baumschulenbesitzer.

## Leben

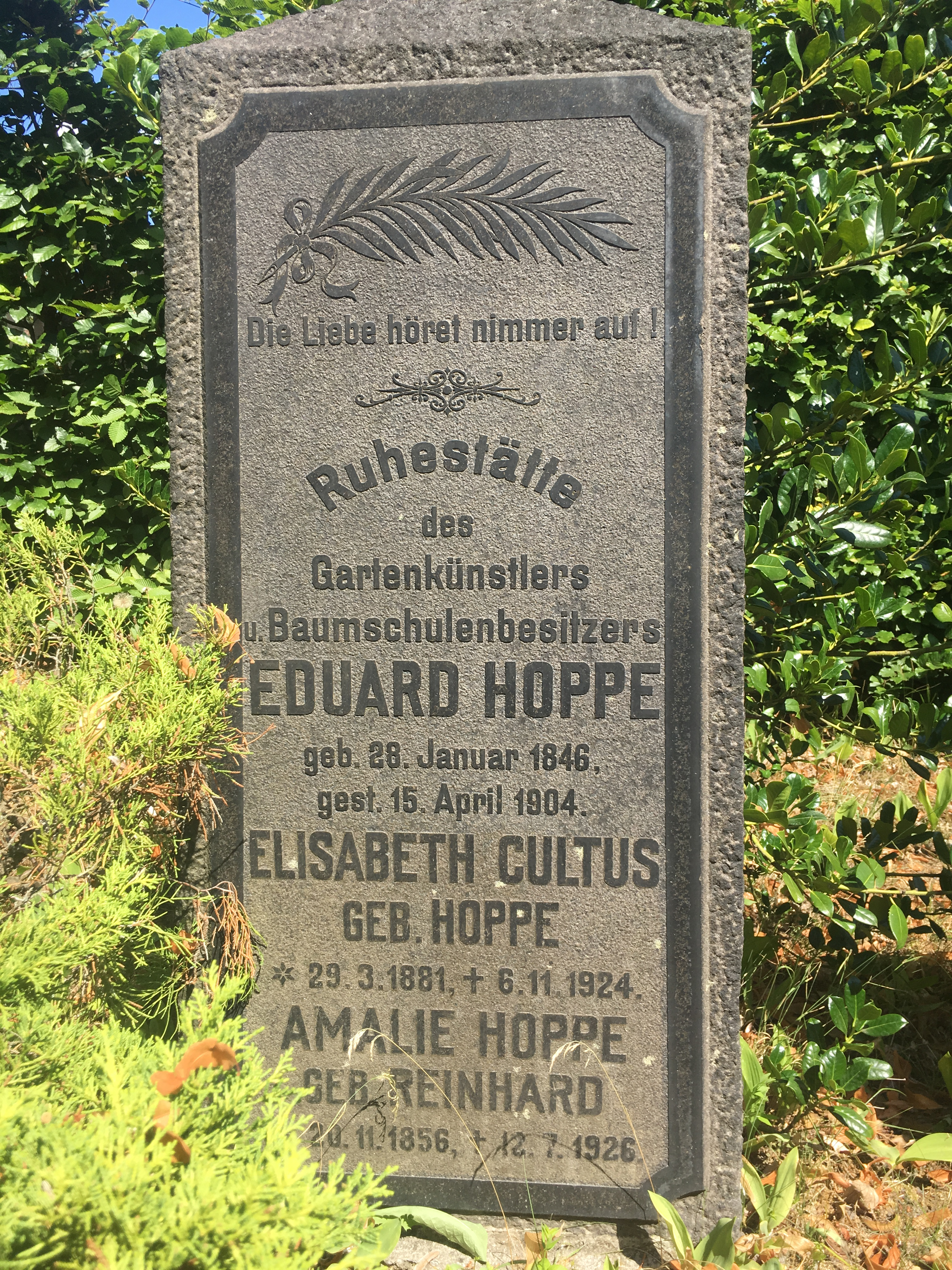
Grabstein von Eduard Hoppe

Hoppe durchlief 1863/1864 eine Lehrzeit bei einem Kunst- und Handelsgärtner. 1864/1865 besuchte er die Landesbaumschule zu Geltow, 1865 bis 1867 die Königliche Gärtnerlehranstalt am Wildpark bei Potsdam. Dort war er Schüler von Gustav Meyer. Nachdem er 1871 die Obergärtnerprüfung bestanden hatte, zog er in den Deutsch-Französischen Krieg und wurde als Ganzinvalide aus dem Militärdienst entlassen. Für seine Kriegsteilnahme wurde er mit der Kriegsgedenkmünze 1870/1871 und der preußischen Zentarmedaille geehrt.
In der Folge betätigte sich Hoppe als Landschaftsgärtner und Baumschulenbetreiber in Pankow und in Zehlendorf bei Berlin (Zehlendorfer Baumschulen). Als solcher beteiligte er sich an Wettbewerben zu Gartenanlagen im Deutschen Reich.
1883 gewann er den ersten Preis im internationalen Wettbewerb um dem Nordfriedhof Düsseldorf (Friedhof „Hinter dem Tannenwäldchen“). Anschließend beauftragte ihn die Stadt Düsseldorf mit der weiteren Projektierung und Durchführung.
Seine letzte Ruhestätte fand Eduard Hoppe auf dem Berliner Friedhof Zehlendorf.

## Werke (Auswahl)
- 1883: Entwurf im internationalen Wettbewerb für den Nordfriedhof Düsseldorf (erster Preis)
- 1885: Entwurf eines Stadtparks für Dresden (mit Carl Hampel)
- 1887: Entwurf im Wettbewerb für den Kölner Volksgarten (zweiter Preis)[1]